# Codex

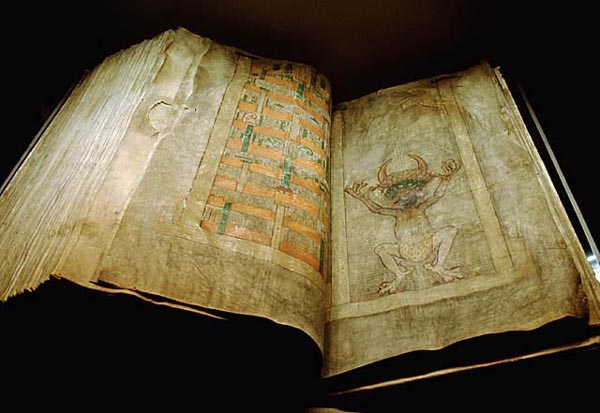
De Codex Gigas is een voorbeeld van een middeleeuwse codex.

Een codex (meervoud: codices) is een samengebonden bundel losse vellen perkament of papier uit de late oudheid en middeleeuwen, meestal aan beide kanten handbeschreven met tekst, symbolen en illustraties. Voor latere, vergelijkbare bundels wordt de term boek gebruikt. Door de wijze van bundeling kan de vastgelegde informatie direct op een bepaalde plek worden opengeslagen en er kan door de pagina's gebladerd worden; iets dat bij de oudere boekrol niet kon.

## Ontwikkeling en naam

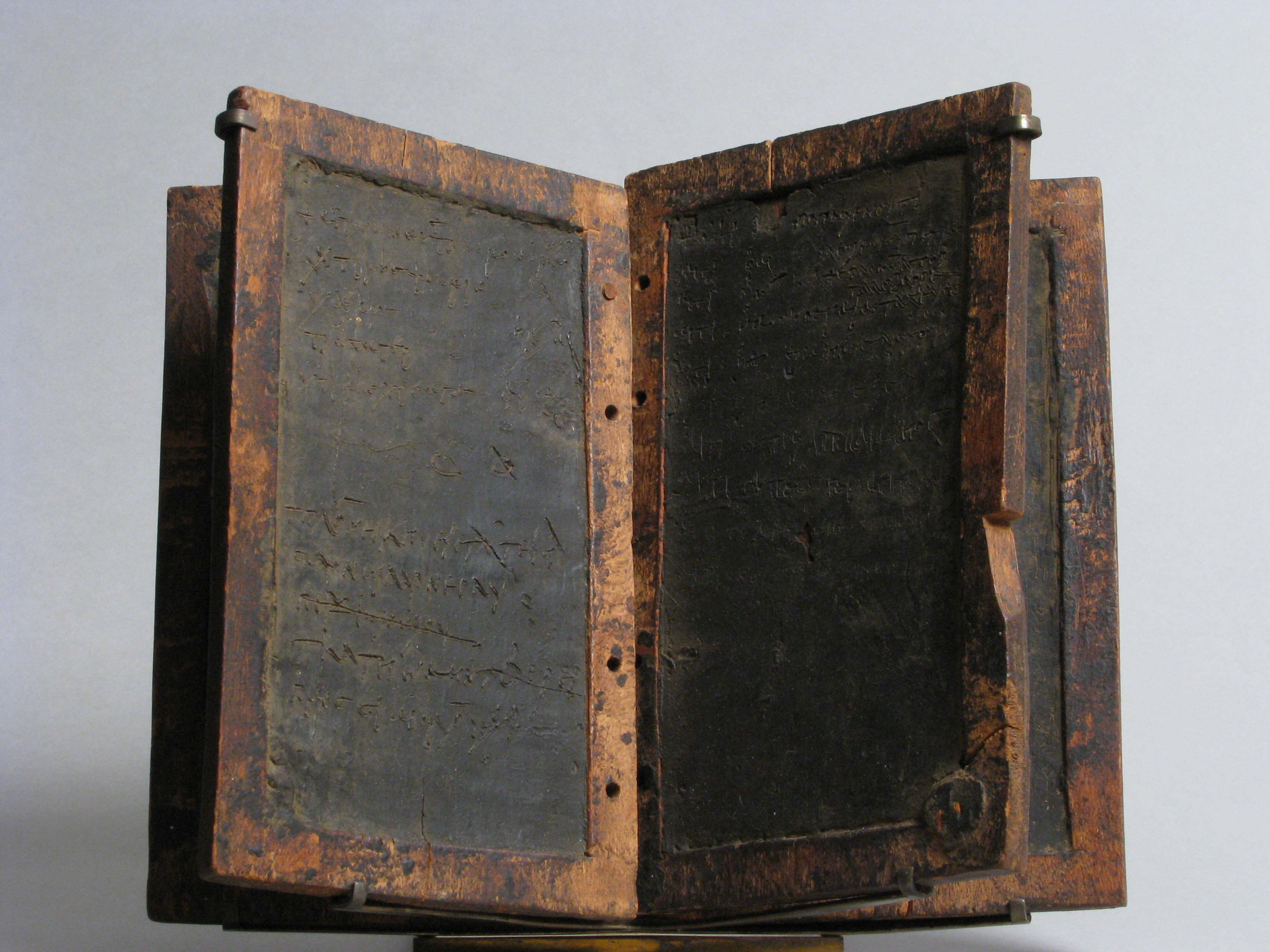
Houten schrijfplankjes liggen vermoedelijk ten grondslag aan de naam codex

De codex was een alternatief voor de papyrusrol, die men al lezende moet afrollen. Bij opgerolde stroken kunnen de laatste regels pas worden gelezen als de gehele rol is afgewikkeld. Bij een schriftrol werd bovendien normaliter slechts één zijde, de binnenzijde, van het papyrus beschreven. Bij de codex dienden beide zijden van het blad als schriftdrager.
Het Latijnse caudex betekent boomstam of (hout)blok. Vermoedelijk heeft codex de naam te danken aan meerdere bij elkaar horende beschrijfbare plankjes, zoals wastafeltjes. Er is ook geopperd dat de naam voor het eerst werd gebruikt voor een bundeling van beschreven vellen afkomstig van boomschors. Uiteindelijk kwam het woord ook in gebruik voor documenten van perkament of papier, en wordt het begrip in het bijzonder gebruikt voor boekwerken van voor de boekdrukkunst.
Het is niet bekend waar, wanneer en door wie de codex werd geïntroduceerd. Omdat de oudst bekende codices uit het eind van de tweede eeuw na Christus stammen en er al veel meer codices uit de 3e eeuw bekend zijn, wordt aangenomen dat de codex zijn oorsprong heeft in het eind van de 2e eeuw. Circa twee derde van de bewaarde codices uit de eerste eeuwen hebben een christelijke inhoud. De christenen waren niet alleen bijzonder vroeg met het gebruik van de codex als schriftvorm, maar gaven er ook duidelijk de voorkeur aan. Terwijl schriftrollen in het algemeen nog tot zeker in de 4e eeuw gebruikt werden, stopte het gebruik daarvan voor christelijke teksten al geruime tijd daarvoor. Deze voorkeur lijkt samen te hangen met de ontwikkeling van het Nieuwe Testament, waarbij bijvoorbeeld de vier evangeliën en de brieven van Paulus bij voorkeur werden gebundeld, en niet op een rol pasten. Niet-religieuze teksten werden, ook door christenen, nog wel op rollen geschreven.
Het opstellen van een codex was vakwerk, in de middeleeuwen vaak uitgevoerd door een kopiist; de auteur zelf kwam daar niet aan te pas. De middeleeuwse codex bestond uit katernen samengesteld uit tweezijdig beschreven dubbelbladen. De pagina's van de eerste codices waren van perkament gemaakt, en vanaf de 15e eeuw kwam ook het gebruik van papier op. Het was gebruikelijk om niet de bladzijden maar de bladen te nummeren; de bladzijden werden onderscheiden in een recto-zijde (voorkant) en verso-zijde (achterkant). De boekband was vaak een eikenhouten plank voorzien van leer en gespen, maar vrijwel alle literaire werken zijn opnieuw ingebonden. Veel codices werden na intrede van de boekdrukkunst door drukkers gebruikt om boekbanden mee te verstevigen of lijm te produceren.

## Verzamelcodex
Het woord codex is verwant aan de begrippen convoluut en verzamelhandschrift. Een convoluut is een band van meerdere codices die van oorsprong niet bij elkaar hoorden en wordt ook wel verzamelcodex genoemd. Een verzamelhandschrift bevat meerdere teksten die – veelal door dezelfde hand geschreven – direct al bedoeld waren om in dezelfde band opgenomen te worden.

### Wetgeving
Het woord codex ligt ten oorsprong aan het woord code in de betekenis van een verzameling regels of principes. In meerdere talen wordt dit woord nog steeds gebruikt voor schriftelijke regelgeving oftewel wetboek (zie burgerlijk wetboek en strafwetboek). In juridische kringen wordt het woord codex gebruikt als aanduiding voor een samenhangend geheel van wetten, regels, richtlijnen, rechterlijke uitspraken of juridische leerstukken en redeneringen, die in een bepaalde samenleving, bij een bepaald volk of onder een bepaalde heerser golden, vaak vastgelegd door een orgaan met autoriteit of met wetgevende of rechtsprekende macht.

### Overig
- In de Bijbelwetenschap verwijst codex naar een reeks teksten (meestal in de vorm van wetten of verhalen) die waarschijnlijk dezelfde auteurs hebben, zoals de Priestercodex (P) en Heiligheidscodex (H).
- Oude verzamelingen van oorkonden worden codex diplomaticus genoemd.
- Liederenboeken voor studenten worden veelal aangeduid met studentencodex.

## Meso-Amerikaanse codex

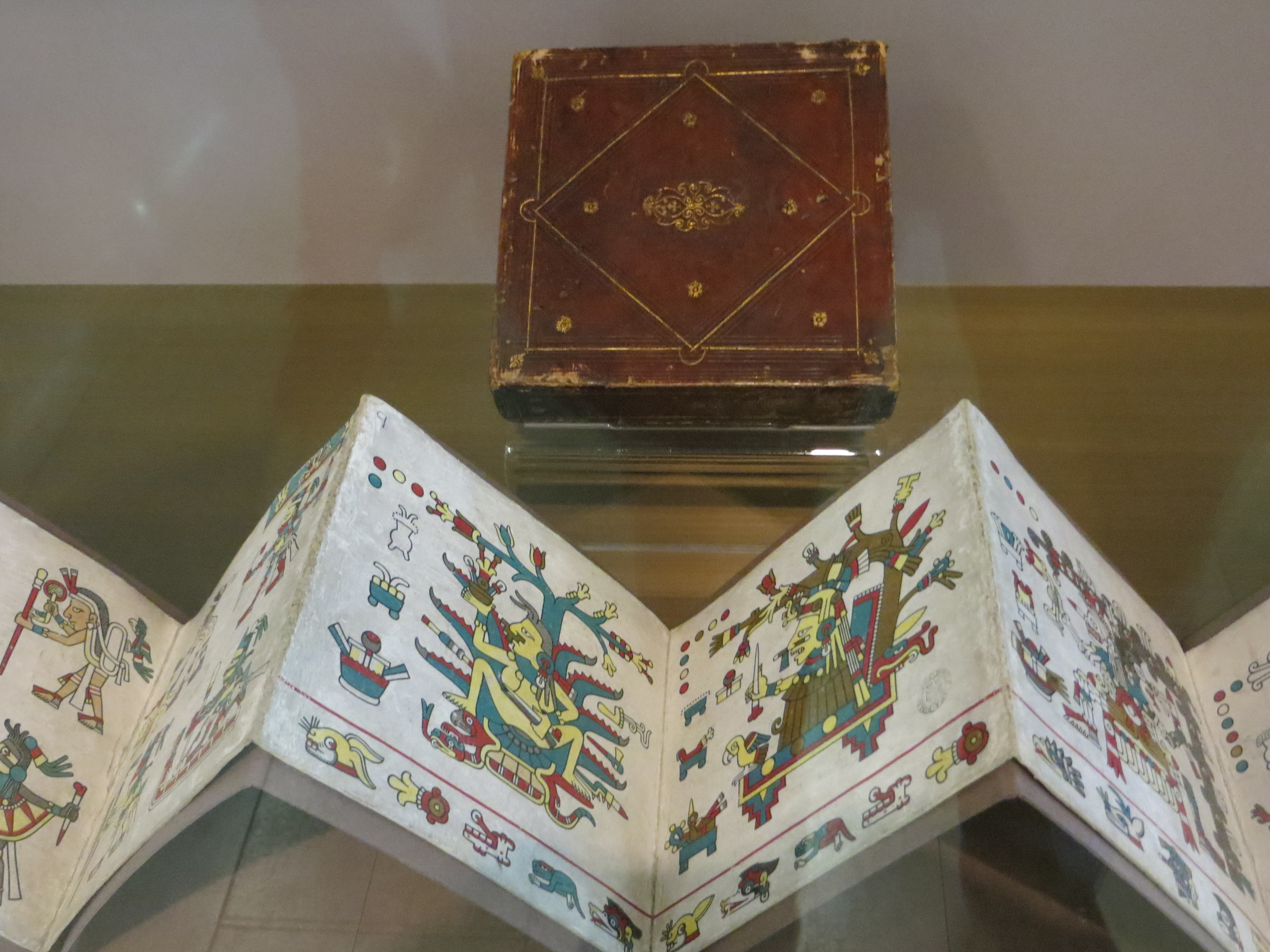
De Codex Laud; Meso-Amerikaanse codices dragen, hoewel ze niet de boekvorm met gebundelde pagina's hebben, toch de naam codex

In precolumbiaans Meso-Amerika had het schrift zich ook ontwikkeld, waarbij zowel dierenhuiden als papierachtig materiaal als schriftdrager dienden. Meerdere van de veelkleurige manuscripten van voor en na de Spaanse kolonisatie werden vanuit de Nieuwe Wereld door Spaanse kolonisten meegenomen naar Europa. Hoewel de documenten veelal bestonden uit lange stroken die bijvoorbeeld werden gevouwen of gerold – en dus niet de boekvorm met eenzijdig gebonden pagina's hadden –, kwam in de 19e eeuw ook hiervoor de term codex in zwang, zoals de Codex Borgia. De manuscripten omvatten onder meer Azteekse codices, Mixteekse codices en Mayaanse codices en geven een rijke beschrijving van de culturen, hoewel veel van de precolumbiaanse codices zijn vernietigd.

## Publicaties
De aanduiding codex komt onder andere voor in de volgende publicaties:
- Codex Ur-Nammu, ca. 3000 v.Chr. – Codex in de betekenis van verzameling rechtsregels, herontdekt in 1953.
- Codex Hammurabi, ca. 1750 v.Chr. – Verzameling rechtsregels vastgelegd in het Babylonische rijk op een stenen zuil
- Codex Sinaiticus, 4e eeuw. – Grieks handschrift van de Bijbel, herontdekt 1844 in het klooster op de Sinaï, thans bevindt zich het grootste deel in het British Museum te Londen.
- Codex Alexandrinus, 5e eeuw – Griekse vertaling van grote delen van de Bijbel, vijfde eeuw na Christus.
- Codex Argenteus, ca. 500 – Manuscript van de vier evangeliën uit Italië waarvan de letters in zilver zijn geschreven
- Codex Justinianus, 529 – Belangrijke verzameling wetten, regels en opvattingen van bekende juristen, geselecteerd en opgeschreven in opdracht van Keizer Justinianus.[10] Veel rechtsfiguren, principes en regels zijn wereldwijd in rechtssystemen overgenomen, waardoor het Latijnse woord codex sindsdien ook wordt gebruikt in de betekenis wetboek en het woord code voor wet- en regelgeving.
- Codex Aureus, 8e-11e eeuw – Benaming voor acht rijk geïllustreerde evangeliaria.
- Codex Leningradensis, 1008 – Eerst bekend Hebreeuws Bijbelhandschrift.
- Codex Tacuinum Sanitatis [en], 11e eeuw – Middeleeuwse verzameling wijsheden en inzichten over welzijn en gezondheid van de klassieke medicus Ibn Butlan.
- Codex Medicina Antiqua [de], 13e eeuw – Teksten over medische kennis, oorsprong ca. 400-500
- Codex Gigas, gigantische bijbel, 13e eeuw – Vermoedelijk vervaardigd in een Benediktijnenklooster in Bohemen, ook Bijbel met de Duivel genoemd, vanwege een illustratie van de christelijke persona duivel.
- Codex Iuris Canonici, 1917, 1983 (herziening) – Wetboek van Canoniek Recht, of Kerkelijk Wetboek, van de Rooms-Katholieke Kerk.
- Codex Alimentarius, 1949 – Verzameling internationaal geldende regels en richtlijnen met betrekking tot voedsel.[11]
- Codex Medicus, 1956 – Nederlands medisch naslagwerk.
- Codex over het welzijn op het werk, 1996 – Belgische reglementering in verband met gezondheid en welzijn van werknemers.[12]

## Trivia
- Een codex rescriptus is een voor de tweede maal beschreven perkament; zie palimpsest.